# Piazza del Mercato (Siena)
Piazza del Mercato è una delle principali piazze del centro storico di Siena, in Toscana.
Si tratta di uno dei più ampi spazi cittadini, posizionato al centro della città immediatamente sul retro del Palazzo Pubblico, e storicamente sede del mercato cittadino. Sul versante meridionale, la piazza si apre con un'ampia terrazza sulla valle sottostante, lungo la quale scende la strada di Porta Giustizia, dove si trova il fabbricato degli ex lavatoi del Mercato.

## Storia
La piazza era nota per ospitare il foro boario della città, ovvero il mercato del bestiame, che si estendeva dal retro del Palazzo Pubblico fino alla valle sottostante. In precedenza, durante l'età medievale, da qui transitavano i condannati a morte per attraversare la sottostante Porta Giustizia.
A partire dal 1862 si fece strada l'idea da parte dell'amministrazione comunale di rinnovare quest'area in nome del decoro cittadino e per questioni di igiene pubblica. Dopo varie proposte, fu l'ingegnere Giuseppe Cantucci dell'ufficio tecnico comunale a redigere un progetto di sistemazione della piazza, che prevedeva la costruzione di un mercato coperto con ampia tettoia, terminato nel 1884, come testimoniato da due lapidi qui posizionate. La struttura, comunemente chiamata "tartarugone" dai senesi, presenta trentadue pilastri ottagonali in laterizio a sostegno di una copertura in legno, su ispirazione della Loggia dei Nove e dei colonnini medievali del cortile del Podestà, entrambi nel Palazzo Pubblico.
La piazza fu destinata alla vendita delle merci degli ambulanti fino al 1954, quando il mercato fu trasferito in viale XXV Aprile, e in seguito rinnovata con il conferimento dell'aspetto attuale.

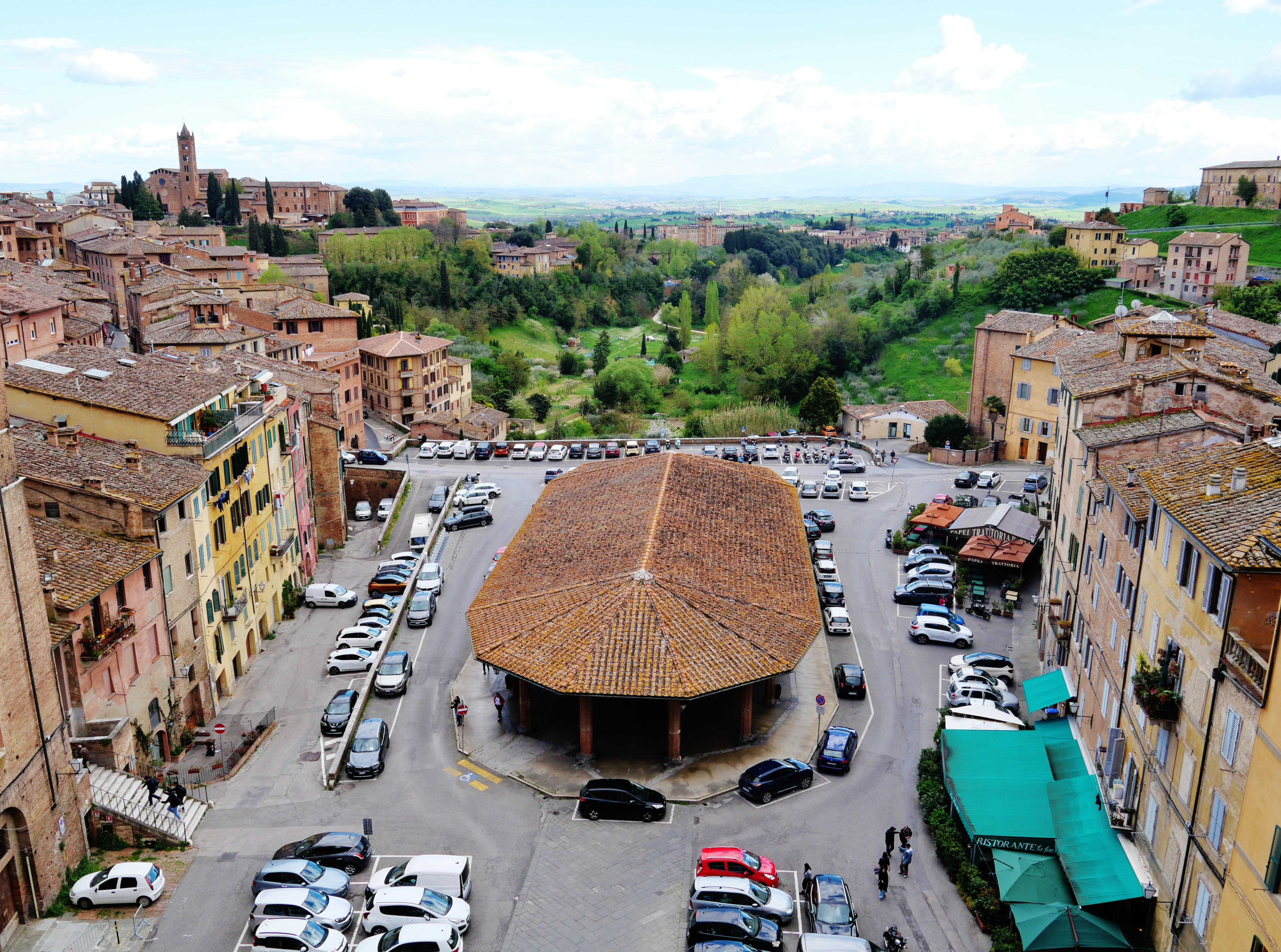
La piazza vista dal Palazzo Pubblico
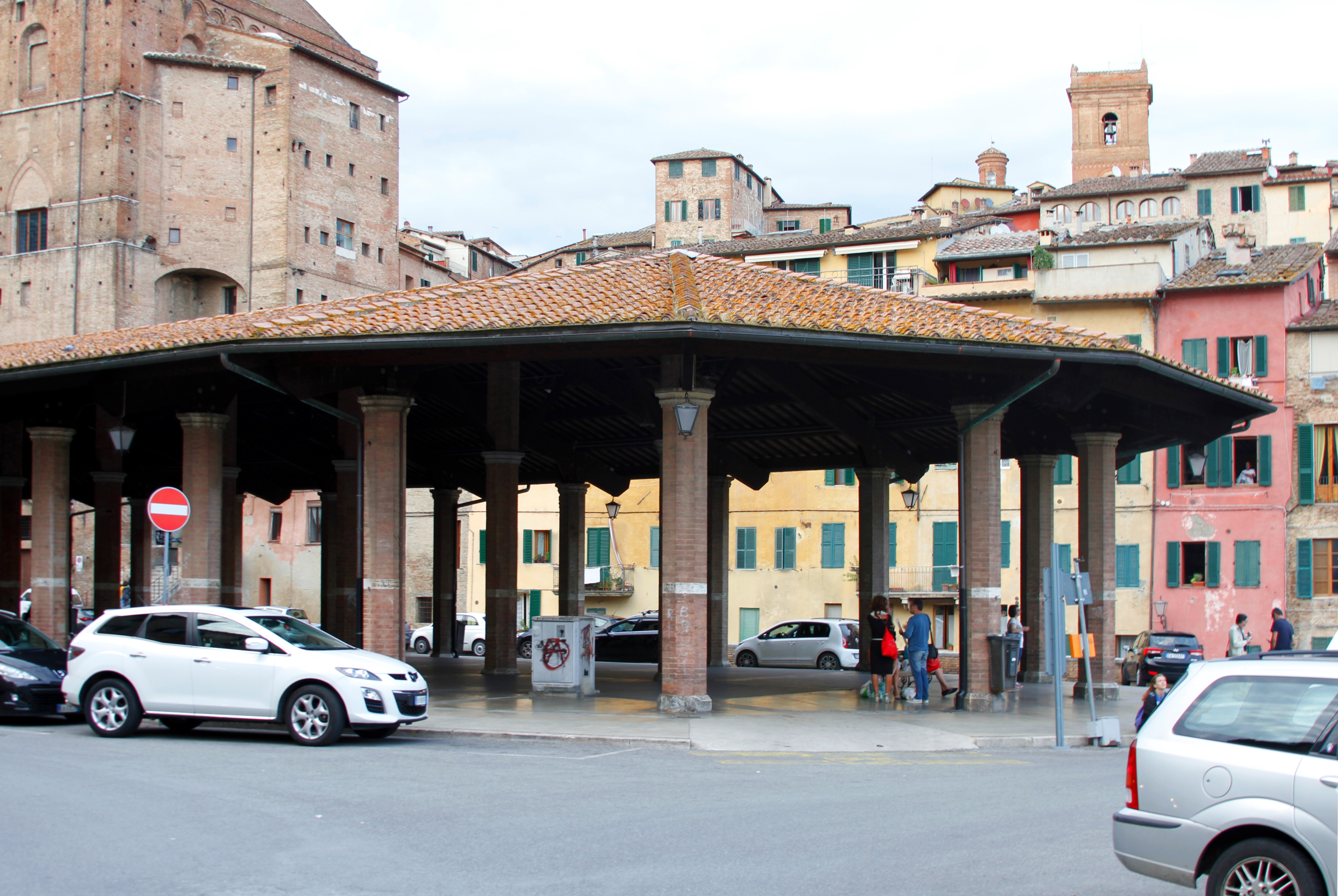
Il "tartarugone"
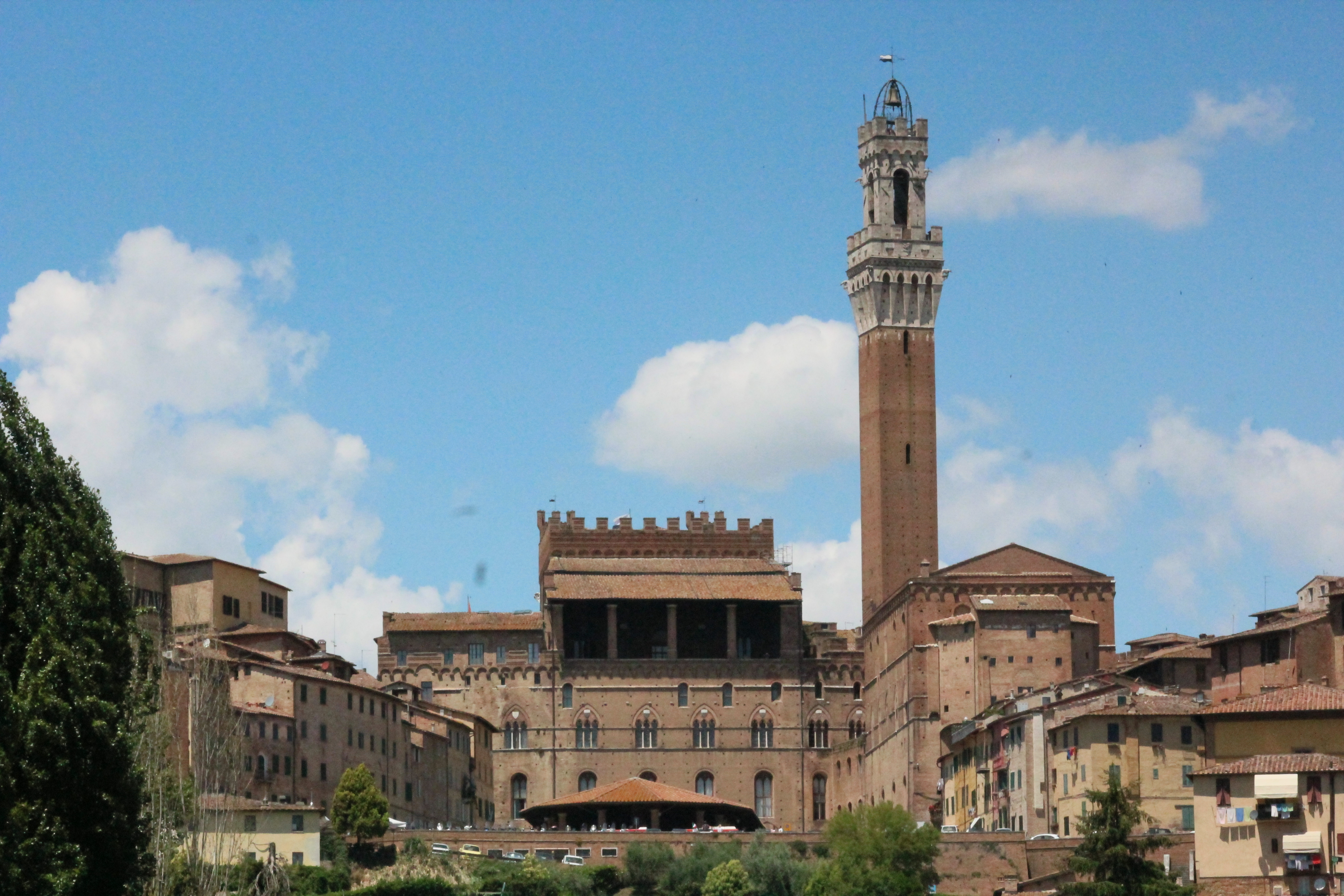
Veduta con il retro del Palazzo Pubblico
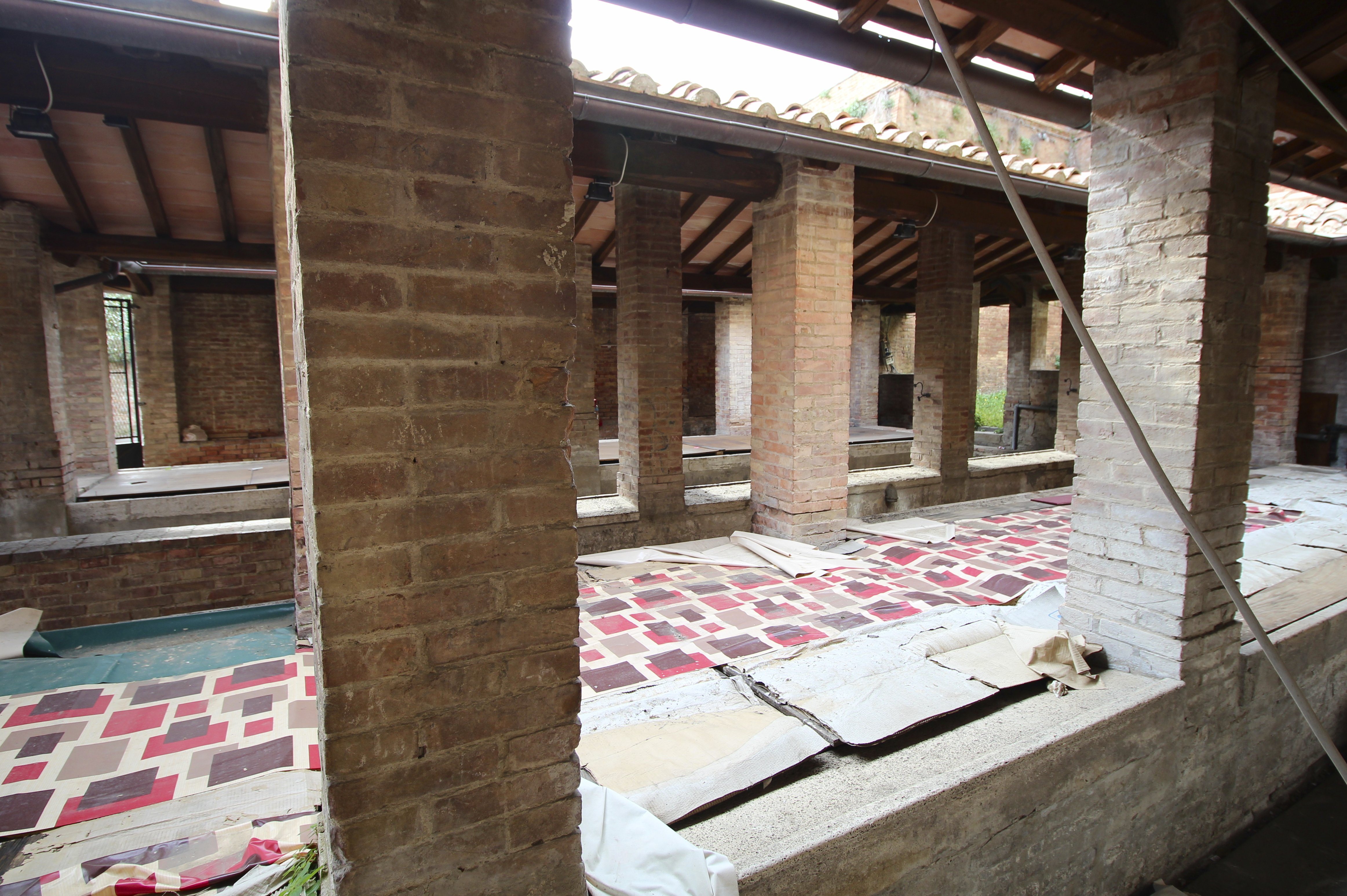
L'ex lavatoio posto sotto la piazza